# Macrognathus aral
Macrognathus aral és una espècie de peix pertanyent a la família dels mastacembèlids.

## Descripció
- Fa 63,5 cm de llargària màxima.[3][4]

## Alimentació
Menja, durant la nit, insectes i cucs.

## Hàbitat
És un peix d'aigua dolça i salabrosa, bentopelàgic i de clima tropical (10°N-4°N).

## Distribució geogràfica
Es troba a Àsia: el Pakistan, l'Índia, Sri Lanka, Bangladesh, el Nepal i Myanmar.

## Observacions
És inofensiu per als humans.